# نوبوناغا شيمازاكي
نوبوناغا شيمازاكي (島崎信長 شيمازاكي نوبوناغا) هو مؤدي أصوات ياباني ولد في 6 ديسمبر 1988 في محافظة مياغي.

## أدواره في الأنمي

### مسلسلات أنمي تلفزيونية
- ديت ا لايف - شيدو إيتسوكا
- ديت أ لايف II - شيدو إيتسوكا
- باكي (2018) - هانما باكي
- فري! - هاروكا ناناسي
- فري! Eternal Summer - هاروكا ناناسي
- كرة سلة كوروكو - ريو ساكوراي
- تاري تاري - تايتشي تاناكا
- قل أنك تحبني - كينجي ناكانيشي
- ميداكا بوكس أبنورمال - غاراهارو أوشيبوكا
- الملعقة الفضية - شينّوسكي آيكاوا
- نوبوناغان - ماهيشو ميروزا
- أص الديناري - ساتورو فورويا
- جاينت كيلينغ - شينغو يانو
- شاكوغان نو شانا III(فاينل) - أوروباس
- حفيد نوراريهيون: عاصمة العفاريت - تي نو مي
- الآلي السليم دايميدالر - كويتشي مادانباشي
- غلاسليب - يوكيناري إيمي
- ما زال العالم جميلا - ليفيوس الأول
- سأتحول إلى فتاة تسريحة الذيلين! - سوجي ميتسوكا، كرابغيلدي
- الوحوش الطفيلية: ثوابت النجاة - شينيتشي إيزومي
- فافنر في السماء الزرقاء EXODUS - ريو ميكادو
- قصة حبي!! - ماكوتو سوناكاوا
- وورلد تريغر - هيوس
- حالة حوض الإستحمام في منزلي - تاتسومي
- أكتيف رايد: الفريق الثامن من قسم الإقتحام المتنقل - تاكيرو كوروكي
- فصل الاغتيال SECOND SEASON - حاصد الأرواح
- كيزناييفر - يوتا تسوغوهيتو
- البدلة المتنقلة جاندام: أيتام الدم الحديدي - إيوك كوجان
- أول آوت!! - كوتارو تسوكيناكا
- سيرفامب - ليخت جيكيلاند تودوروكي
- متاعب سايكي كوسوؤو - شون كايدو
- هاندا-كن - سي هاندا
- توقفوا عن الإعجاب بي - أسوما موتسومي
- كوزو نو هونكاي - موغي أوايا
- كابوكيبو! - هاناميتشي نيوا
- رحلة العجائب 24 - فوجيوارا نو ميتشيناغا
- بلاك كلوفر - يونو
- صغار الحيتان يغنون في الرمال - سوؤو
- هاكيو هوشين إنغي - فوغين شينجين
- فروتس باسكت (2019) - يوكي سوما
- فروتس باسكت 2nd season - يوكي سوما
- ريفيجنز - تشانغ غاي شتاينر
- فيت/غراند أوردر: الجبهة الشيطانية المطلقة بابيلونيا - ريتسوكا فوجيمارو
- جوجوتسو كايسن - ماهيتو
- أسوماتسو-سان - تشوروماتسو الجديد
- بيوبا - أوتسوتسو هاسيغاوا
- أيام ساكاموتو (2025) - شين أساكورا

### أنمي الإنترنت
- سورد غاي ذي أنيميشن - شين ماتوبا
- باكي (2018) - باكي هانما

### أفلام أنمي
- أورا: معركة ماريوينكوغا الأخيرة - إيتشيرو ساتو
- سلسلة أفلام كود غياس: أكيتو المنفي
  - كود غياس: أكيتو المنفي: الفصل الثاني «انقسام التنين» - يوهاني فابيوس
- ترينيتي سفن: "إترنيتي لايبراري" و "ألكيميك غيرل" - لاست ترينيتي
- بلام! - فوساتا
- ديت أ لايف: مايوري جادجمنت - شيدو إيتسوكا
- هاي سبيد! فري! ستارتنغ ديز - هاروكا ناناسي
- فري! تايمليس ميدلي - هاروكا ناناسي
- فري! تيك يور ماركز - هاروكا ناناسي
- اسمك - تسوكاسا فوجي
- سيرفامب Alice in the Garden - ليخت جيكيلاند تودوروكي
- فيت/غراند أوردر: منطقة الطاولة المستديرة كاميلوت: الجزء الأول Wandering; Agateram - ريتسوكا فوجيمارو

## أدواره في ألعاب الفيديو
- فاير إمبلم فيتس - أفاتار
- سوبر سماش برذرز فور نينتندو 3دي إس و وي يو - كورين الذكر
- سوبر سماش برذرز ألتميت - كورين الذكر
- قينشن إمباكت  -

كيديهارا كازوها -إينازوما-

## أدواره في الدبلجة اليابانية
- صراع العروش - جوفري باراثيون

## وصلات خارجية
- نوبوناغا شيمازاكي على موقع IMDb (الإنجليزية)
- نوبوناغا شيمازاكي على موقع ميوزك برينز (الإنجليزية)
- نوبوناغا شيمازاكي على موقع قاعدة بيانات الفيلم (الإنجليزية)
- نوبوناغا شيمازاكي على موقع ANN person (الإنجليزية)